# Harry Horner
Harry Horner (* 24. Juli 1910 in Holitz, Österreich-Ungarn; † 5. Dezember 1994 in Pacific Palisades, Los Angeles) war ein österreichischer Bühnen- und Szenenbildner, übte im Laufe seiner Karriere jedoch auch andere Berufe des Filmgeschäfts aus. So war er auch als Art Director, Regisseur und Produzent tätig. Als Szenenbildner gewann er zwei Oscars.
Harry Horner war zweimal verheiratet. Von seinen drei Söhnen James, Christopher und Antony gelang James ebenfalls eine erfolgreiche Hollywood-Karriere als Filmkomponist mit zwei Oscars und sieben weiteren Oscar-Nominierungen.

## Leben und Wirken
Harry Horner wuchs in Wien auf, wo er an der Technischen Hochschule bei dem bekannten Architekten und Bühnenbildner Oskar Strnad die Staatsprüfung für Architektur ablegte. Strnad war es auch, der Horner mit Max Reinhardt bekannt machte und ihm riet, zum Theater statt zur Architektur zu gehen. Horner setzte sein Studium daher am Max-Reinhardt-Seminar fort, wo er sich als Bühnenbildner weiterunterrichten ließ. Einschreiben musste er sich allerdings als Regiestudent, da Bühnenbildner als Studienrichtung nicht vorhanden war. Reinhardt erkannte in Horner jedoch auch schauspielerisches Talent, sodass er ihm 1934 zu einem Engagement am Theater in der Josefstadt bei Otto Preminger und 1935 bei den Salzburger Festspielen verhalf. Für die Saison 1935/36 begleitete er Max Reinhardt als Bühnenbildner für „The Eternal Road“ nach New York. Bis zum Anschluss Österreichs pendelte er zwischen New York und Salzburg, wo er im Sommer 1937 bei den letzten österreichischen Salzburger Festspielen vor der Zeit des Nationalsozialismus als Bühnenbildner mitwirkte.
Horner konnte in den USA bleiben, da er Anstellungen bei New Yorker Schauspiel- und Musicalbühnen fand und 1938 von der Metropolitan Opera engagiert wurde. Dort stattete er die Bühnen für Lee Strasbergs „All the Living“ sowie Sydney Kingsleys und Ben Hechts „Jeremiah“ und „Lily of the Valley“ aus und entwarf für Opern an der Metropolitan Opera und der San Francisco Opera Company zusätzlich auch die Kostüme.
Horners Bühnendekorationsstil war ein auf theatralische Effekte, zugeschnitten auf das jeweilige Bühnenstück, reduzierter Realismus. Er distanzierte sich somit sowohl von impressionistischen als auch expressionistischen Tendenzen seiner Wiener und Salzburger Zeit.
1940 erhielt Horner erstmals auch ein Engagement beim Film – in Hollywood. Sein Stil des stark symbolisierten Realismus konnte er dort nur bedingt umsetzen. Die damals in Hollywood dominierende realistische Szenenausstattung konnte er dennoch vereinfachen, in dem er Dekoration und Gegenstände so anordnete, dass die Aufmerksamkeit in einer Szene auf die dramaturgisch wesentlichen Elemente gelenkt wurde. Horner schuf damit eine Art Kompromiss zwischen einer naturalistischen und einer symbolischen Ausstattung, womit er sich in Hollywood behaupten konnte. Horner arbeitete fast ausschließlich mit den bedeutendsten Regisseuren Hollywoods dieser Zeit zusammen, die ihm zumeist wesentliche Freiheiten bei der Szenenausstattung zugestanden. Als „Production Designer“ und „Art Director“ überzeugte er Sydney Pollack sogar dazu, für They Shoot Horses, Don't They? (Nur Pferden gibt man den Gnadenschuß) die meisten Außenaufnahmen einer auf Santa Catalina Island spielenden Szene mit entsprechenden Kulissen im Studio drehen zu lassen. Horner so viel Entscheidungskompetenz zuzugestehen erwies sich nicht nur bei diesem Film als vorteilhaft für die gesamte Produktion, erhielt er doch neben einer Oscar-Nominierung für diesen Film letztlich auch zwei Oscar-Auszeichnungen.
In den 1940er-Jahren war Horner zwischen seinen Filmarbeiten auch immer wieder bei Musicals in New York tätig: Etwa bei „Lady in the Dark“ mit Gertrude Lawrence, „Let's Face It“ mit Danny Kaye, „Star and Garter“ mit Gypsy Rose Lee und „Banjo Eyes“ mit Eddie Cantor. 1941 ließ er sich von der Air Force beim Entertainment einsetzen, drehte Trainingsfilme und gestaltete die später verfilmte AAF-Show „Winged Victory“.
Ab 1940 konnte Harry Horner auch seinen Wunsch, Regie zu führen, zunächst am Theater verwirklichen. In den folgenden Jahrzehnten inszenierte er an verschiedenen Bühnen in Kanada und den USA. Etwa „Joan at the Stake“, „Salome“, „The Flying Dutchman“ und „Turandot“ an der San Francisco Opera, die Musical-Version von „Tovaritch“ am New York City Center, „Die Zauberflöte“ an der Metropolitan Opera und „A Midsummer Night's Dream“ in Vancouver. 1952 führte Horner erstmals auch Filmregie, doch obwohl seine Filme meist große Stars wie Anthony Quinn, Ida Lupino, Anne Bancroft und Lee Marvin aufbieten konnte, kam er nie zu so großen Erfolgen wie als Szenenbildner bzw. Production Designer.
Zur Arbeit beim Kinofilm kamen ab den 1950er-Jahren auch Tätigkeiten beim Fernsehen hinzu. Etwas erfolgreicher als in der Filmregie konnte er Shows für das DuPont Theater und NBC sowie mehrere Episoden der Fernsehserien und -anthologien Curtain Call, Reader’s Digest, On Trial, Schlitz Playhouse und Shirley Temple's Storybook inszenieren. Als Produzent schuf er 1959 für das kanadische Fernsehen die Serie Royal Canadian Mounted Police.
1980 beendete Horner seine Karriere und zog sich in sein Haus in Santa Monica, nahe dem Will Rogers State Park, in den Ruhestand zurück. Er starb am 5. Dezember 1994 an einer Lungenentzündung.

## Gedenken

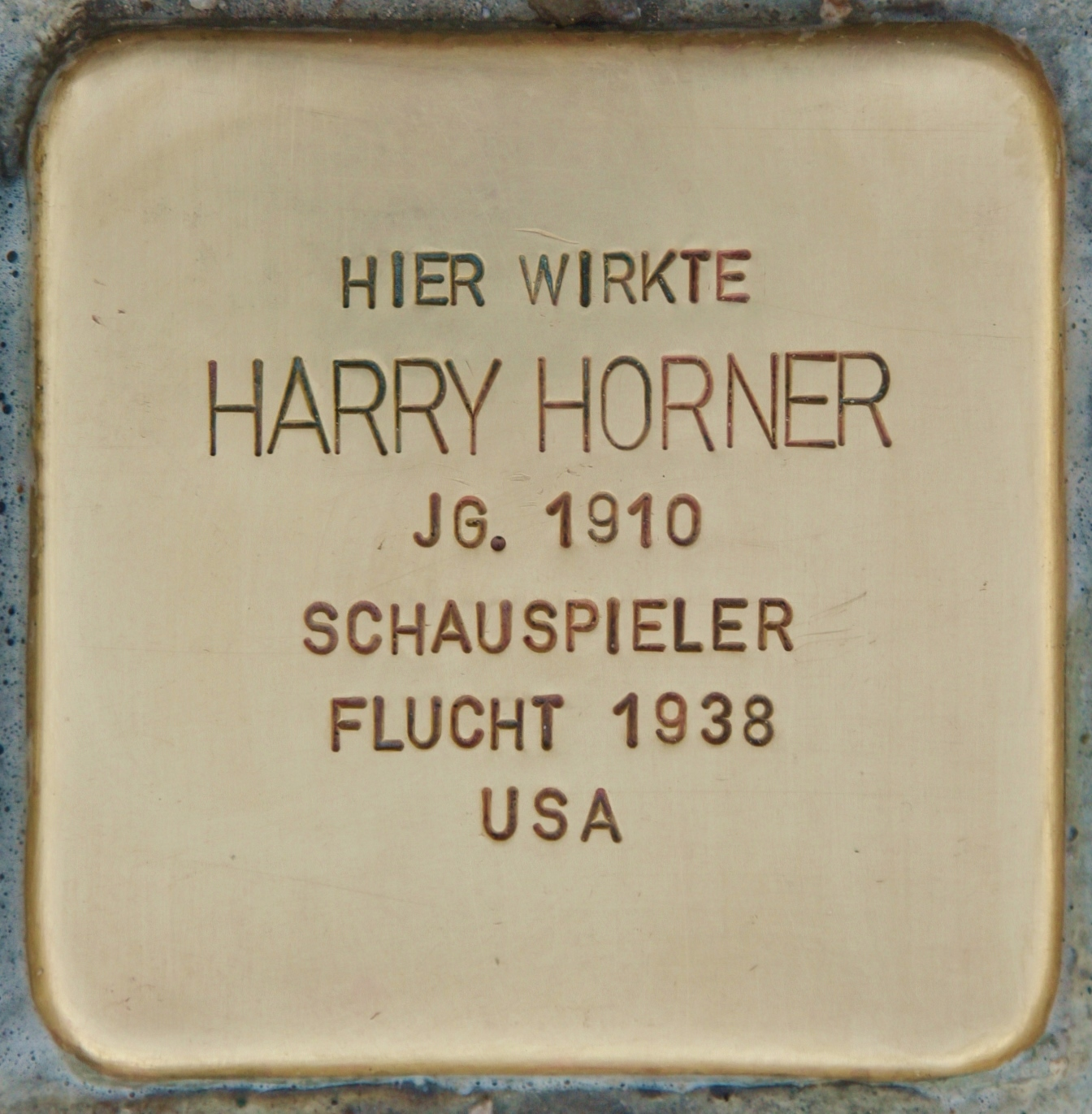
Stolperstein in Salzburg

Am 17. August 2020 wurde durch den Künstler Gunter Demnig vor dem Haus für Mozart in Salzburg ein Stolperstein für Harry Horner verlegt.

## Filmografie (Auswahl)
Filme, bei denen Harry Horner als Szenenbildner, sofern nicht anders angegeben, mitwirkte:
Kinofilme:
- 1940: Our Town (Szenenbild gemeinsam mit William Cameron Menzies)
- 1941: The Little Foxes (Regie: William Wyler)
- 1942: Tarzan und die Nazis (Regie: Wilhelm Thiele)
- 1943: Stage Door Canteen
- 1944: Winged Victory (Regie: George Cukor)
- 1947: Double Life
- 1949: Die Erbin (The Heiress) (als Art Director)
- 1950: Tarzan und das Sklavenmädchen (als Production-Designer)
- 1950: Outrage
- 1951: Steckbrief 7-73 (He Ran All the Way) (Art Director)
- 1951: Die ist nicht von gestern (Born Yesterday) (Art Director)
- 1952: Beware My Lovely (Regie)
- 1952: Endstation Nars (Red Planet Mars) (Regie)
- 1952: Androkles und der Löwe (Androcles and the Lion)
- 1952: The Marrying Kid (Regieassistent)
- 1953: Vicki (Regie)
- 1954: New Faces (Regie)
- 1955: Life in the Balance (Regie)
- 1956: The Man from Del Rio (Regie)
- 1956: Wild Party (Regie)
- 1958: Getrennt von Tisch und Bett (Separate Tables) (auch Associate Producer; unerwähnt)
- 1959: Wonderful Country (Art Director)
- 1961: The Hustler (Haie der Großstadt) (Szenenbildner und Art Director)
- 1964: Das Glück des Ginger Coffey (The Luck of Ginger Coffey)
- 1969: Nur Pferden gibt man den Gnadenschuß (They Shoot Horses, Don’t They?)
- 1971: Who Is Harry Kellerman and Why Is He Saying Those Terrible Things About Me?
- 1972: Up the Sandbox
- 1975: Black Bird
- 1976: Und morgen wird ein Ding gedreht (Harry and Walter Go to New York)
- 1976: Flight on the Dancing Bear (Associate Producer und Szenenbildner; Regie: Ken Annakin; Film wurde nicht fertiggestellt)
- 1977: Audrey Rose
- 1978: The Driver
- 1978: Moment by Moment
- 1980: The Jazz Singer

Fernsehserien, als Regisseur einzelner Episoden:
- 1953: Douglas Fairbanks, Jr., Presents (diverse Folgen)
- 1954: Omnibus (2 Folgen)
- 1954 und 1957: DuPont Theater / Cavalcade of America (2 Folgen)
- 1955: Four Star Playhouse (1 Folge)
- 1955–1956: TV Reader’s Digest (6 Folgen)
- 1956: Gun Smoke (1 Folge)
- 1958: Shirley Temple's Storybook (2 Folgen)
- 1959: World of Giants (2 Folgen)
- 1959: Royal Canadian Mounted Police (Produzent und Regisseur)

## Auszeichnungen
- Academy Awards:
  - 1950: The Heiress – Bestes Szenenbild (schwarzweiß)
  - 1962: The Hustler (Haie der Großstadt) – Bestes Szenenbild (schwarzweiß)
  - 1970: They Shoot Horses, Don't They? (Nur Pferden gibt man den Gnadenschuß) – Nominierung für das Beste Szenenbild